# Факултет за европски бизнис и маркетинг Европског универзитета
Факултет за европски бизнис и маркетинг је некадашња приватна високошколска установа у Београду. Налази се у улици Војводе Добрњца 15.

## Историјат
Факултет за европски бизнис и маркетинг је основан 2000. године са идејом да образује високостручан кадар за пословање и маркетинг у европском и међународном окружењу. Имају акредитацију од стране европске институције Европског савета за образовање у области пословања. Садрже предмете Принципи маркетинга, Менаџмент, Бизнис прогностика, Принципи рачуноводства, Европско културно окружење, Принципи економије, Информатика, Маркетинг комуникације, Менаџмент туризма, Менаџмент маркетинга, Пословно планиране, Новац и банкарство и Наставна литература. Циљ студијског програма мастер академских студија је да образује стручни кадар из области менаџмента и бизниса и оспособи га да се успешно укључи у пословање домаћих и међународних бизнис организација и компанија. Ради у саставу Европског Универзитета.